# Steve Smith (basketballer)
Steven Delano Smith (Quitman, 31 maart 1969) is een voormalig Amerikaans basketballer. Hij won met het Amerikaans basketbalteam de gouden medaille op het Wereldkampioenschap basketbal 1994 en de Olympische Zomerspelen 2000 in Sydney. 
Smith speelde voor het team van de Michigan State University, voordat hij in 1991 zijn NBA-debuut maakte bij de Miami Heat. In totaal speelde hij 14 seizoenen in de NBA. In 2003 won hij het kampioenschap met de San Antonio Spurs. Tijdens de Olympische Spelen speelde hij 8 wedstrijden, inclusief de finale tegen Frankrijk. Gedurende deze wedstrijden scoorde hij 49 punten.
In 2005 eindigde hij zijn carrière als speler. Hij is werkzaam in de media als sportcommentator en analist voor basketbalwedstrijden.